# Língua armênia clássica

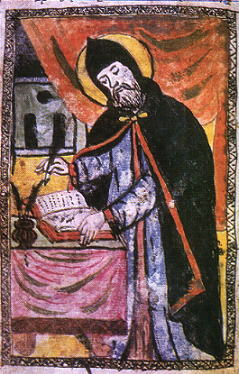
São Mesrobes Mastósio, um dos maiores autores da língua armênia clássica

O armênio clássico (em armênio/arménio:  գրաբար, grabar, significando "[língua] literária") é a variedade mais antiga registrada da língua armênia.
Seus primeiros registros datam do século V. Sabe-se que São Mesrobes Mastósio escreveu extensamente nesta língua, incluindo uma cópia da Peshitta, mas só sobrevivem cópias mais tardias. Desta forma, a inscrição mais antiga sobrevivente em armênio se encontra nas ruínas da Basílica de Tekor, no oriente da província de Carse, perto da fronteira entre a Turquia e a Armênia. Algumas fontes consideram que o armênio clássico transicinou para o armênio médio no século XIII ou XIX, este por sua vez transicionou para o armênio moderno no século XVIII. Fontes armênias, no entanto, estendem o uso do vocábulo grabar para falar de sua língua também no estágio "médio", apenas então se desenvolvendo a variedade moderna, chamada ashkharhabar (em armênio/arménio:  աշխարհաբար, literalmente "mundano").
A língua armênia clássica ainda é utilizada como língua litúrgica pela Igreja Apostólica Armênia, e é frequentemente aprendida por estudiosos bíblicos e patrólogos. Também é importante para os estudos da língua proto-indo-europeia, e são preservados nesta língua traduções de muitos textos do latim, grego antigo, siríaco, persa e hebraico cujos originais foram perdidos.